# Belleville (Illinois)
Belleville város az USA Illinois államában. Lakosainak száma 42 404 fő (2020. április 1.).

## Népesség
A település népességének változása:

| 2010 | 44 478 |
| 2020 | 42 404 |